# Benedict Mirow
Benedict Mirow (* 1974 in München) ist ein deutscher Regisseur und Autor.

## Leben und Werke
Mirow studierte Theaterregie am Max-Reinhardt-Seminar in Wien und Ethnologie an der Ludwig-Maximilians-Universität München. Er führt Regie und koproduziert Konzertmitschnitte und Dokumentarfilme über berühmte Persönlichkeiten der klassischen Musikszene, wie z. B. Friedrich Gulda, Frank Peter Zimmermann, Lang Lang, Hilary Hahn, Hélène Grimaud und Plácido Domingo. Auch erstellte er ein Filmporträt über Paulo Coelho.
1999 gründete Mirow die Produktionsfirma „Nightfrog“, die sich auf die Produktion von Musikfilmen, Dokumentationen und Reportagen mit Schwerpunkt auf Kultur und Afrika spezialisiert hat. 2001 betreute er die Produktion Nirgendwo in Afrika (Caroline Link) als Ethnologischer Berater. Der Film gewann 2003 den Oscar als bester fremdsprachiger Film. 2005 wurde Mirow mit dem Echo Klassik (Beste Musik-DVD Produktion) für die Regie und ausführende Produktion von Lang Lang – Live at Carnegie Hall ausgezeichnet.
Der von Benedict Mirow im Auftrag der Bayerischen Akademie der Schönen Künste produzierte Film Terezín – Refuge in Music  (Regie Benedict Mirow & Dorothee Binding) mit Coco Schumann, Alice Herz-Sommer, Daniel Hope und Anne Sofie von Otter wurde 2013 mit dem Diapason d’or und 2014 mit dem International Classical Music Award (Best Music Documentary) ausgezeichnet. Der Film wurde darüber hinaus mit einem Raven Award für Best Feature Music auf dem Docutah Festival 2014 ausgezeichnet.
Das E-Learningprogramm „Das Bandtagebuch“' über die Münchner Hiphop-Band Einshoch6 auf der Basis von Benedict Mirow für die Deutsche Welle produzierten und inszenierten Webfilmen (40 Folgen, 13 Musikvideos) wurde 2013 mit dem Publikumspreis der MEDEA Awards und 2014 mit einem Siegel und einer Medaille des internationalen Comenius Awards ausgezeichnet.
„Draw A Line“ (2019), eine Produktion unter der Regie von Benedict Mirow über den amerikanischen Choreographen Richard Siegal und sein „Ballet of Difference“, hatte 2019 seine Premiere beim Münchner DokFest 2019 und gewann mehrere internationale Preise, darunter die „Best Dance Documentary Feature 2019“ des Divulge Dance Film Festival in Hollywood, CA.
„Hilary Hahn – Evolution of an Artist“ (2020), eine Langzeitdokumentation von 2003–2019 (Regie und Produktion: Benedict Mirow, Autorin: Dorothee Binding) über die amerikanische Geigerin Hilary Hahn, hatte im Mai 2020 seine Premiere ebenfalls beim DOK.fest München 2020, wo die Produktion für den Publikumsaward des Festivals nominiert wurde.
2020 begann Mirow, Geschichten für Kinder zu schreiben, die beim Thienemann-Esslinger Verlag als Romane und beim Der Audio Verlag als Hörspiele veröffentlicht werden.

## Bücher von Benedict Mirow
- Benedict Mirow: Die Chroniken von Mistle End 1: Der Greif erwacht. Thienemann, Stuttgart 2020, ISBN 978-3-522-18540-0.
- Benedict Mirow: Die Chroniken von Mistle End 2: Die Jagd beginnt. Thienemann, Stuttgart 2021, ISBN 978-3-522-18572-1.
- Benedict Mirow: Die Chroniken von Mistle End 3: Der Untergang droht. Thienemann, Stuttgart 2021, ISBN 978-3-522-18586-8.
- Benedict Mirow: Der Druide von Mistle End 1: Angriff der Dämonen. Thienemann, Stuttgart 2022, ISBN 978-3-522-18608-7.
- Benedict Mirow: Der Druide von Mistle End 2: Der Zorn der Götter. Thienemann, Stuttgart 2024, ISBN 978-3-522-18623-0.